# Jorge Valdez
Jorge Valdez (Buenos Aires, Argentina, 27 de enero de 1932-ibídem, 21 de febrero de 2002) era el nombre artístico de Leo Mario Vitale,  que fue un cantor dedicado al género del tango durante más de 50 años en su país, recordándose especialmente su etapa como cantor de la orquesta de Juan D'Arienzo. 
Supo lucirse en la década del 80 en el recordado programa Grandes Valores del Tango con la conducción única e irrepetible de Silvio Soldan junto a Rosanna Falasca , Jorge Falcón y Beba Bidart entre tantos artistas.

## Actividad profesional
Nació en el barrio porteño de Villa Urquiza, tenía 10 años cuando a instancias de su madre comenzó a tomar clases de piano y a los 15 ya se había presentado, en cuatro ocasiones, en el programa de radio El Piano, en la Argentina. Su también temprana vocación por el canto lo llevó a mostrarla, primero en reuniones familiares y de amigos y, luego en locales de la ciudad. Lo hacía en el cine Aconcagua de Villa Devoto cuando lo escuchó Carlos Lazzari, bandoneonista de la orquesta de Juan D'Arienzo, a quien se lo presentó en 1957 ; fue así que después de una prueba que incluyó los tangos Eras como la flor y Remembranza y el vals Quemá esas cartas, D’Arienzo lo incorporó a la orquesta con el nombre artístico de Jorge Valdez junto al cantor Mario Bustos para reemplazar a los consagrados Alberto Echagüe y Armando Laborde que habían dejado el conjunto.

Enseguida comenzaron las grabaciones, la primera, el 8 de mayo de 1957, incluyó los tangos Andate por Dios, Destino de flor y La calesita, así como la versión en tiempo de tango del popular bolero El reloj del compositor y cantante mexicano Roberto Cantoral. Cuando se desvinculó del conjunto ya llevaba registrados 117 temas, trece de los cuales fueron a dúo con su compañero de orquesta de ese momento, comenzando con Mario Bustos y siguiendo —en orden cronológico— con Horacio Palma, Héctor Millán y Armando Laborde, que volvió con D’Arienzo en 1964; de esos temas a dúo, el mayor éxito fue la milonga Baldosa floja,  con Mario Bustos.
Entre las grabaciones se recuerdan las de Adiós Chantecler, Adiós corazón, Ave de paso, Casita de nácar, Clavel del aire, La calesita, En el cielo, Estrella, Marinera, Hasta siempre amor, Remembranza, Se llamaba Eduardo Arolas, Tu noche es mi noche, Un solo minuto de amor y el muy popular Chirusa, con música de Juan D'Arienzo y letra de Nolo López.
En 1964 dejó la orquesta de Juan D'Arienzo en 1964 y fue sustituido por Osvaldo Ramos, proveniente del conjunto de Florindo Sassone. Ya como solista, grabó diversos temas entre los que estaban Gricel y En esta tarde gris acompañado por la orquesta de Osvaldo Requena y Barrio de tango, Fuimos, Mimí Pinsón y Por una cabeza, con la orquesta de Alberto Di Paulo. También actuó en diversos países de América integrando bajo la dirección orquestal de Jorge Dragone diversas “embajadas de tango” en las que participaron, entre otros, Carlos Dante, Alberto Morán, Floreal Ruiz y Ricardo Ruiz. 
Al igual que muchos otros cantores, los fines de semana realizaba presentaciones en varios locales tangueros.

Jorge Valdez con Roberto Florio y el músico Sergio Paolo luego de un show de tango, realizado en Mar del Plata, con la orquesta del pianista y director Lucho Repetto

Realizó algunas presentaciones junto a la orquesta de Lucho Repetto, una de ellas, en Mar Del Plata, con el cantor Roberto Florio.
En abril de 1990, Jorge Valdez tuvo un accidente mientras viajaba por la autopista Buenos Aires–La Plata, a la altura de Dock Sur que, entre otras lesiones, tuvo un corte muy profundo en la lengua, que los médicos debieron coserle. Inició una larga rehabilitación que incluyeron ejercicios de reeducación y foniatría que le permitieron reintegrarse a trabajar en el Rincón de los Artistas, un clásico lugar de tango sito en Álvarez Jonte y Boyacá, en el cual una multitud de seguidores concurrió a acompañarlo el día de su retorno. Sus condiciones técnicas y su gran fuerza de voluntad lograron que con sus esfuerzos colocara su voz a la altura de su registro normal y se reinsertara en el ejercicio de su arte.
En 2001 volvió a presentarse en Colombia, un lugar donde las grabaciones con su voz eran muy populares desde su etapa con D'Arienzo. También actuó en las ciudades de Melbourne y Sídney en Australia.
Valdez era “dueño de un fraseo fácil e inconfundible, de voz atenorada, cálida y melodiosa. Parecía una alondra haciendo fiattos falseteados, plenos de ricos matices”.
Jorge Valdez murió en el Sanatorio Colegiales, de Buenos Aires, por una enfermedad hepática el 21 de febrero de 2002; quince días antes había dado en la ciudad de San Miguel de Tucumán su último recital. Sus restos fueron depositados en el Panteón de Sadaic, en el cementerio de la Chacarita.
Valdez compuso algunos temas, entre los cuales cabe destacar dos tangos que fueron grabados en su momento por D’Arienzo: Por favor no vuelvas y Olvidemos todo, ambos con letra de Raúl Mario Hormaza y música de Jorge Valdez, en el segundo caso en colaboración con Celso Enrique Amato.